# Christian Dumolin
Christian Dumolin (Kortrijk, 1945) is een Belgisch ondernemer.

## Levensloop
Christian Dumolin studeerde economie en ging aan de slag als bediende in een tankstation. Zijn eerste onderneming was de aan- en verkoop van tweedehandsauto's. In 1980 nam hij de leiding van de Kortrijkse familiale dakpannenproducent Pottelberg/Koramic. Het was tevens een periode van internationale groei en diversificatie. Hij richtte in 1985 het durfkapitaalfonds Indas op en via de maatschappij Korimco was hij ook actief in vastgoed. In 1991 wijzigde de moedermaatschappij van de groep haar naam naar Koramic Ceramic Holding, afgekort Koceram.
In 1994 bracht hij de baksteenactiviteiten Terca samen met de Engelse groep Redland onder de naam Terca Brick Industries, dat in 1994 naar de beurs van Brussel trok. In 1996 werd Redland uitgekocht en bracht de Koramic-groep al haar bouwmaterialenactiviteiten onder in het beursgenoteerde Terca Brick Industries, dat haar naam in Koramic Building Products wijzigde.
In 1996 bracht hij Terca onder in Wienerberger, waarna hij aandeelhouder van de Oostenrijkse bouwmaterialengroep werd.
In 1998 werden de private equity activiteiten van Koramic op de Brusselse Beurs genoteerd onder de naam TrustCapital Partners.
Koramic en TrustCapital werden in 2005 van de beurs gehaald. Koramic Building Products werd omgevormd tot de industriële en financiële holdingmaatschappij Koramic Investment Group. Dumolin of zijn holding investeerden onder meer in fotogroep Spector, plastiekbedrijf Vitalo, callcenterbedrijf IPG, de Canadese zilverproducent Aya Silver & Gold en de Franstalige persgroep HLC & L’Éventail.
In 2024 doopte hij zijn investeringsvennootschap Koramic Holding om naar Koramic Investments.

### Overige activiteiten
Dumolin werd in februari 1997 in navolging van Rik Van Aerschot regent van de Nationale Bank van België. In maart 2007 diende hij zijn ontslag als regent in.
Hij is of was:
- lid van de raad van toezicht van de Commissie voor het Bank-, Financie- en Assurantiewezen,
- lid van het directiecomité van het Verbond van Belgische Ondernemingen,
- bestuurder van Vlaamse Jonge Ondernemingen (Vlajo),
- lid van de raad van toezicht van GUBERNA,
- lid van de algemene raad van de Vlerick Leuven Gent Management School,
- lid van de raad van commissarissen van de Nederlandse uitzendgroep USG.[1]